# メルセデス・ベンツ・EQS
メルセデス・ベンツ・EQS（Mercedes-Benz EQS）は、ドイツの自動車メーカーであるメルセデス・ベンツが製造し、EQブランドで販売する電動のフルサイズ高級車である。
同様のプラットフォームを使用する同名のSUVについては、EQS SUVを参照。

## 初代（V297、2021年 - ）
2019年のフランクフルトモーターショーにて、原型となるVision EQSが初公開されたのち、2021年4月、市販モデルの販売が開始された。
EV専用プラットフォームを搭載する、メルセデス・ベンツ初のモデルとなる。Fセグメントに属し、同社のSクラスに相当するフラグシップEVセダンとして位置づけられる。
エクステリアは、「ワン・ボウ」（弓）と表現されるアーチ状のルーフを中心に、ラインがリアまで延びたファストバックのスタイルを形成する。機能性やエアロダイナミクスに対する厳しい要求を満たす「目的に沿ったデザイン」には、ゆったりとした面の構成、 継ぎ目の少なさ、そしてシームレスデザインといった「Sensual Purity（官能的純粋）」の思想が反映されている。前後にライトバンド（光の帯）が設けられ、EQモデルであることを強調する。
フロントフェイスの「ブラックパネル」ユニットには、超音波センサー、カメラ、レーダーセンサーなど、運転支援システムのさまざまなデバイスが組み込まれている。ただし、それらが表から直接見えることはないよう処理されている。左フェンダー側面のサービスフラップは、ウォッシャー液補充のためのもので、ボンネットは、室内用エアフィルター交換などのメンテナンス目的の場合に、サービス工場でのみ開閉可能である。
専用プラットフォームにより、エンジンやトランスミッションのスペースが必要無い分、Aピラーをより前方に配置し、前後のオーバーハングを切り詰めることで、広いキャビンスペースを確保した。さらに、リア・アクスルステアリング（最大9度）の採用により、最小回転半径は5.5mを実現している。浮遊汚染物質を除去する、新開発の大型HEPAフィルターも装備する。
高速巡航時にボンネットが浮く現象を抑えるため、左右フェンダーまで回り込んだボンネットに加え、エアロダイナミックホイール、テールゲートスポイラー、格納式ドアハンドルの採用などにより、発売当時では、量産車最高となるCd値0.20を達成した。高周波の風切り音に対しては、ドアやウインドウのシールに特殊な防音対策を施したほか、Aピラーには、フロントウインドウとの境目に、特殊な形状のゴム製トリムを取り付けることで、大幅なノイズの低減を実現した。
インテリアは、3枚の高精細パネルとダッシュボード全体を1枚のガラスで覆うワイドスクリーンで構成された、新開発の「MBUX ハイパースクリーン」が用意される。センターコンソールの下側は宙に浮いたような構造となり、左右のエアアウトレットは、ジェットエンジンのタービンを模したデザインとなる。なお、非装着時には、センターディスプレイとデジタルコックピットがそれぞれ独立して装備され、W223に近しいデザインとなる。さらに、MBUX ARナビゲーションや、ARヘッドアップディスプレイも用意される。
車や歩行者に加え、自転車も検知する「アクティブブレーキアシスト」や「緊急回避補助システム」をはじめ、ステレオマルチパーパスカメラと、360度カメラシステムを併用することで、より精密に、車線中央を維持するようになった「アクティブステアリングアシスト」など、最新の安全運転支援システム「インテリジェントドライブ」も搭載されている。
走行モードを好みに合わせて変更できる「ダイナミックセレクト」機能も備わる。走行モードは、コンフォート、スポーツ、エコ、インディビジュアルから選択でき、モードに応じてサスペンション、ステアリング特性、ESPなどの設定が切り替わる。
同年12月、メルセデスAMGにとって初のEVモデルとなる「Mercedes-AMG EQS 53 4MATIC+」が追加された。前後2基のモーターが搭載され、4MATICシステムにより、走行状況に応じて前後の駆動トルクが連続的に制御される。最高出力は658 psで、オプションの「ダイナミックプラスパッケージ」を選択した場合、ブースト機能を備えた「RACE STARTモード」選択時に最大出力が761 psまで増強する。80％のバッテリー残量の状態での0～100 km/h加速は3.8秒、ダイナミックプラスパッケージでは3.4秒となる。エクステリアには、専用のグリルとAMGのエンブレムがあしらわれるほか、専用のリアディフューザーとスポイラー、専用ホイールが装備される。インテリアにも、AMG仕様の専用ファブリックとステッチ、ステアリングホイールが採用される。

### 日本での販売
2022年9月29日、発表。同日より「EQS 450+」の発売および「EQS 53 4MATIC+」の予約注文の受付を開始した。両者ともに、左/右ステアリングの設定がなされる。
2023年10月6日、特別仕様車「EQS 450+ Edition 1」を発表。「EQS 450+」をベースに、エクステリアは、通常モデルでは設定がない「オブシディアンブラック/ ハイテックシルバー」のツートーンペイントを採用し、左右フェンダーに”Edition One” のバッジをあしらった。 インテリアは、通常モデルではオプション設定となる、MBUX ハイパースクリーン、MBUX インテリア・アシスタント、MBUX リアエンターテイメントシステム等を標準装備とした。 さらに、Edition 1専用のネバグレー/リフレックスブルーのナッパレザー内装を採用したほか、日本仕様では初設定となるヒートポンプを搭載し、室内を暖める際の消費電力を大幅に削減する。日本限定30台となる。

2024年11月13日、マイナーチェンジを実施。「EQS 450+」は、クロームルーバーラジエーターグリルとボンネットマスコットを標準装備し、Sクラスと同等のデザインへ刷新されたほか、MBUX ハイパースクリーンを標準装備とした。「EQS 53 4MATIC+」は、新機構のディスコネクトユニット（DCU）をはじめ、エグゼクティブシートやAMGカーボンファイバーインテリアトリムを標準装備とした。両者ともに、ソフトドアクロージング機能や電動充電フラップ、MBUX エンターテインメントパッケージプラスやiPhoneに対応したデジタルキーなどを新たに装備した。加えて、搭載されるバッテリー容量が118.0kWhに拡大され、「EQS 450+」の一充電走行距離は759kmへ延伸された。これにより、日本で販売されるEVの中で最長の航続距離を更新した。

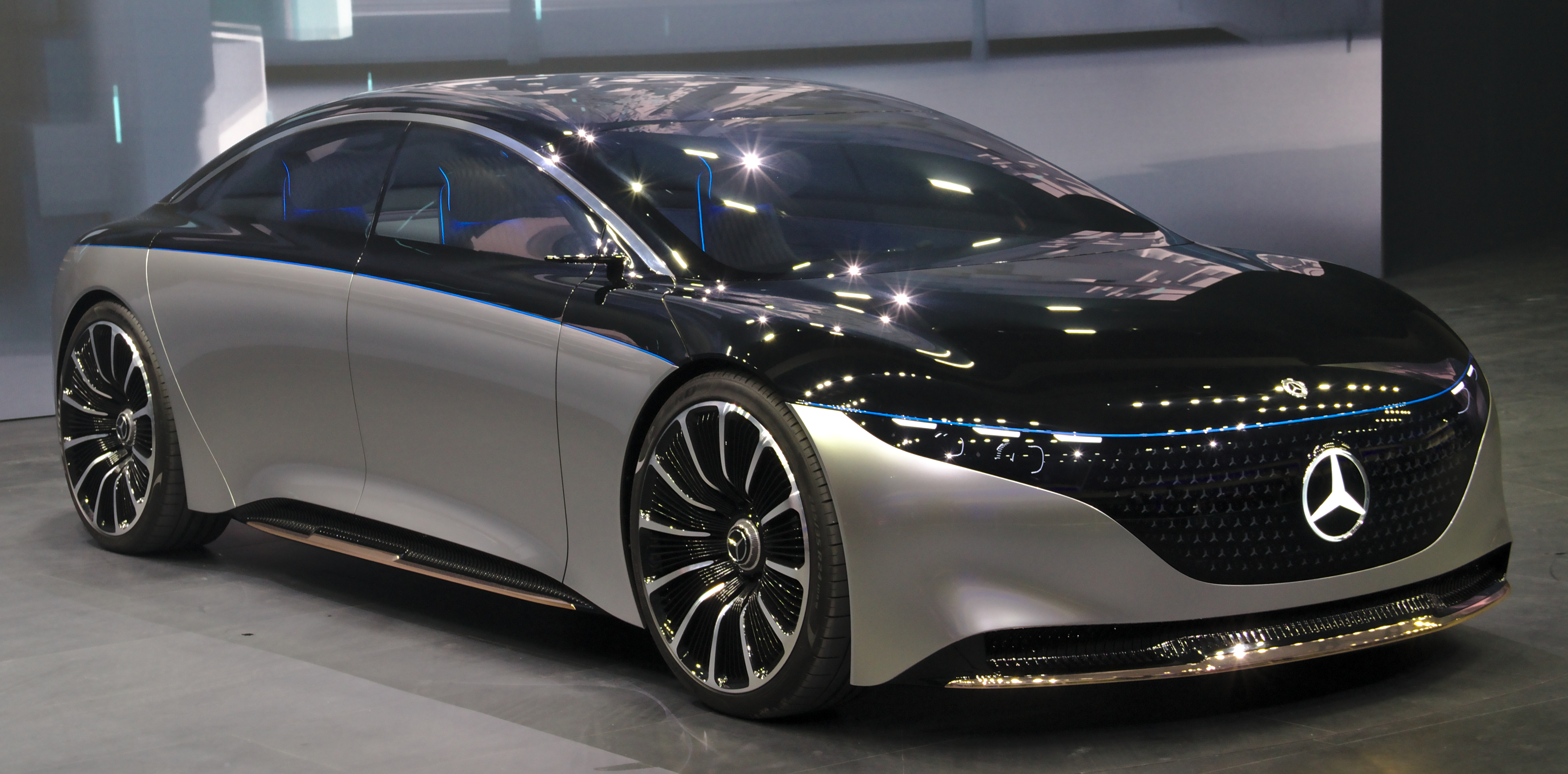
Vision EQS
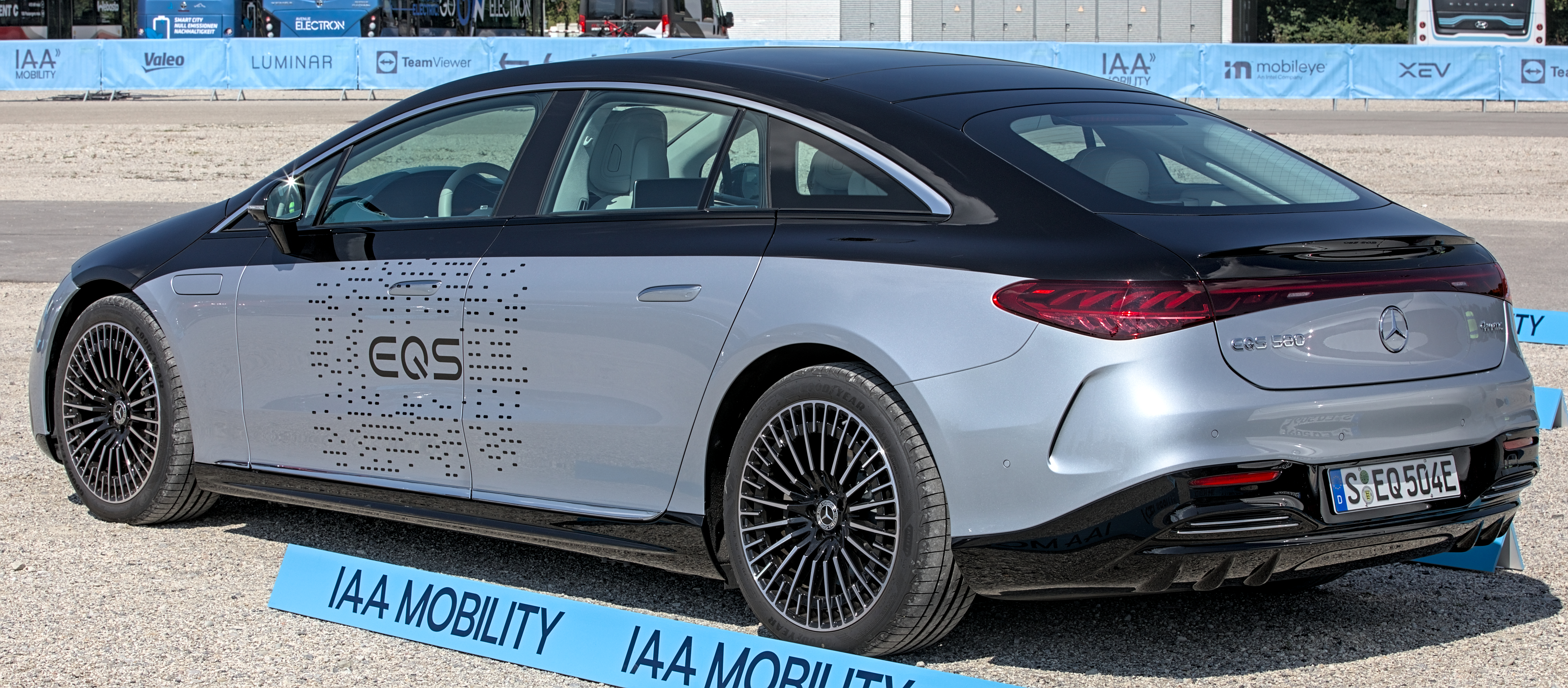
EQS 580 4MATIC
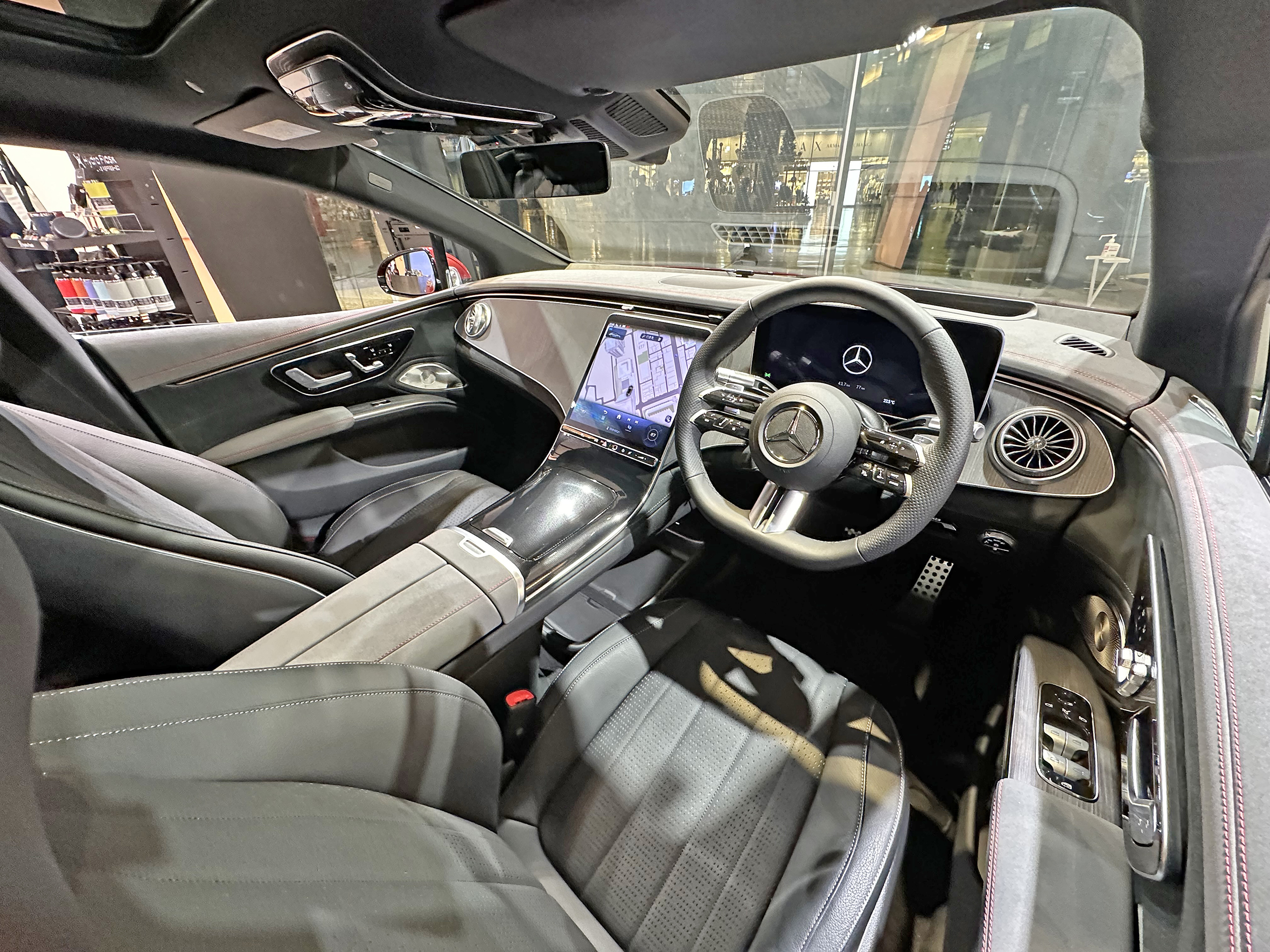
EQS 450+（MBUX ハイパースクリーン非装着時）
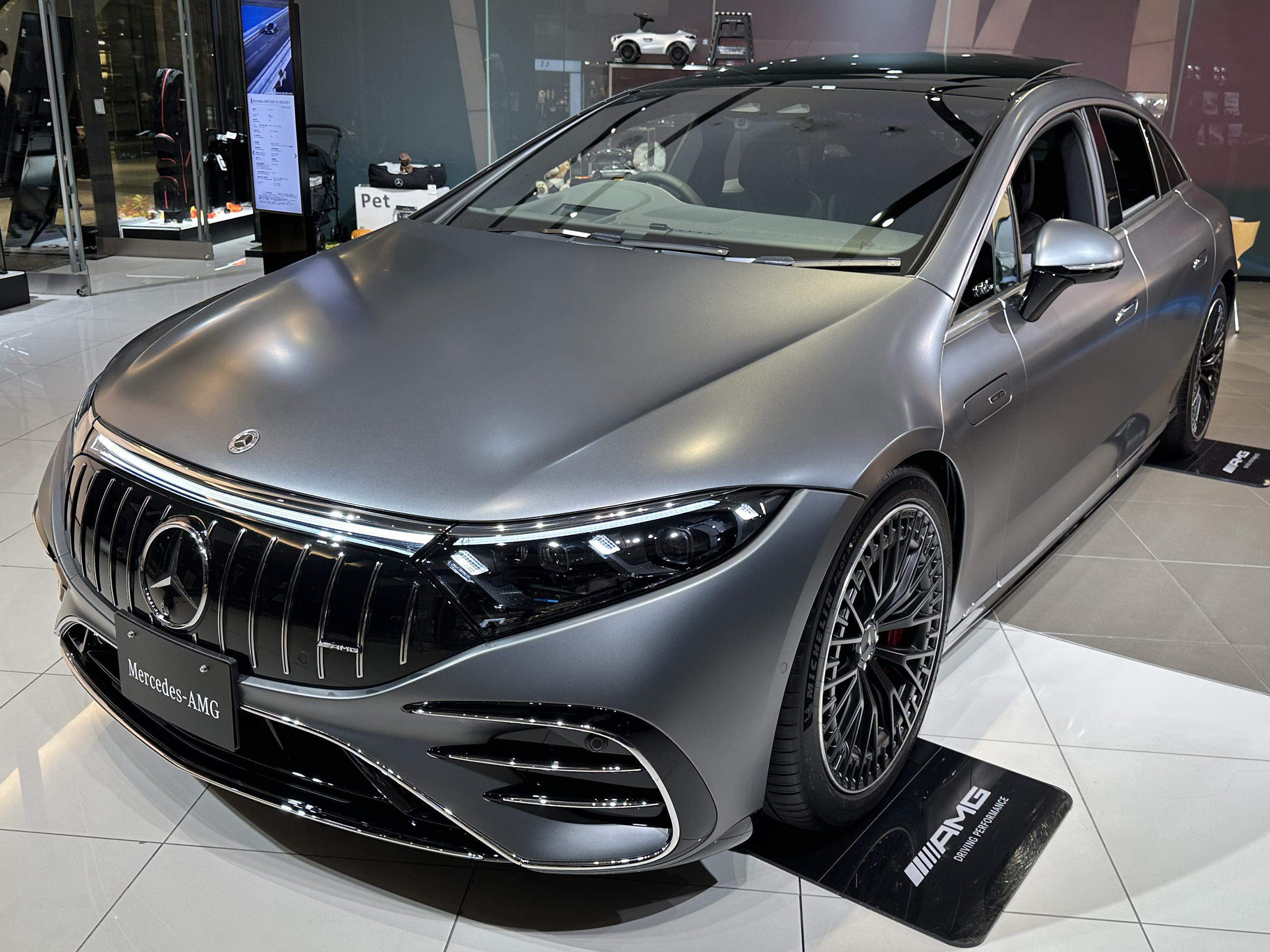
Mercedes-AMG EQS 53 4MATIC+
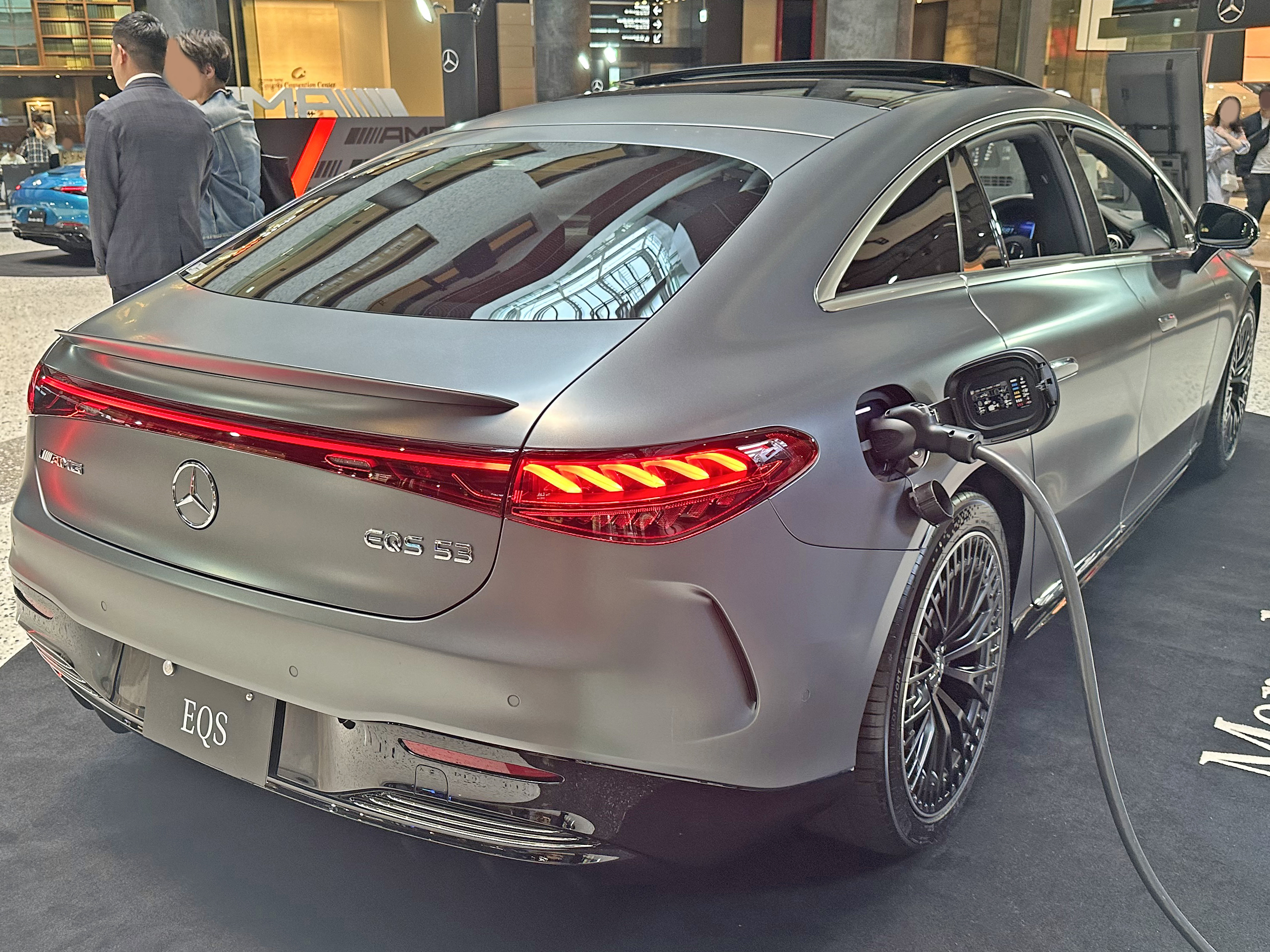
Mercedes-AMG EQS 53 4MATIC+

## 自動運転機能
2022年より、ドイツにてレベル3の自動運転システム「ドライブ・パイロット」のオプションが導入された。交通量が多い場合や混雑した状況下において、60 km/hを上限に、公道で自動運転が可能となる。
併せて、ボッシュとメルセデス・ベンツが共同開発した自動駐車システム「インテリジェント・パーキング・パイロット」もオプションとして導入された。これは、レベル4の自動運転システムに相当する機能で、ドライバーが降車したのち、スマートフォンのアプリを操作することで、事前に予約したスペースに自動で駐車することが可能となる。同年、シュトゥットガルト空港のP6駐車場にて、個人所有車両による利用が承認された。

## テクニカルデータ
RWD仕様はリアに1基、4WD仕様はフロント/リアに各1基の交流同期モーターが搭載される。「EQS 350」は90.6kW/h、それ以外のモデルは107.8kWhのリチウムイオンバッテリーが搭載される。WLTPモードでの航続距離は、「EQS 450+」（RWD仕様）の場合、700km以上となっており、これは、発表当時に日本で販売されていたEVの中で最長の数値を誇っていた。
2024年11月現在、日本市場には、「EQS 450+」と「Mercedes-AMG EQS 53 4MATIC+」の2モデルが導入されている。日本向け仕様では、CHAdeMO規格の最大150kWの直流急速充電への適合、および車外へ電力を供給する給電機能（V2H/V2L）などが搭載される。
ラインアップは、以下の通り。
| モデル                                   | 販売時期    | 駆動方式 | 最高出力        | 最大トルク | WTLP航続距離 |
| ---------------------------------------- | ----------- | -------- | --------------- | ---------- | ------------ |
| EQS 350                                  | 2021 - 2022 | RWD      | 215 kW (292 PS) | 565 Nm     | 529-638 km   |
| EQS 450+                                 | 2021 -      | RWD      | 245 kW (333 PS) | 568 Nm     | 631-782 km   |
| EQS 450 4MATIC                           | 2022 -      | 4WD      | 265 kW (360 PS) | 800 Nm     | 578-695 km   |
| EQS 500 4MATIC                           | 2022 -      | 4WD      | 330 kW (449 PS) | 855 Nm     | 578-695 km   |
| EQS 580 4MATIC                           | 2021 -      | 4WD      | 385 kW (523 PS) | 855 Nm     | 582-679 km   |
| Mercedes-AMG EQS 53 4MATIC+              | 2021 -      | 4WD      | 484 kW (658 PS) | 950 Nm     | 529-586 km   |
| Mercedes-AMG EQS 53 4MATIC+ Dynamic Plus | 2021 -      | 4WD      | 560 kW (761 PS) | 1020 Nm    | 529-586 km   |